# Liste der Monuments historiques in Saint-Gérand (Morbihan)
Die Liste der Monuments historiques in Saint-Gérand (Morbihan) führt die Monuments historiques in der französischen Ortschaft Saint-Gérand auf.

## Liste der Bauwerke
| Bezeichnung    | Beschreibung | Standort | Kennzeichnung | Schutzstatus | Datum | Bild |
| -------------- | ------------ | -------- | ------------- | ------------ | ----- | ---- |
| Friedhofskreuz |              | (Lage)   | PA00091671    | Inscrit      | 1935  |      |

## Liste der Objekte
- Monuments historiques (Objekte) in Saint-Gérand (Morbihan) in der Base Palissy des französischen Kultusministerium